# Christian Kohlund

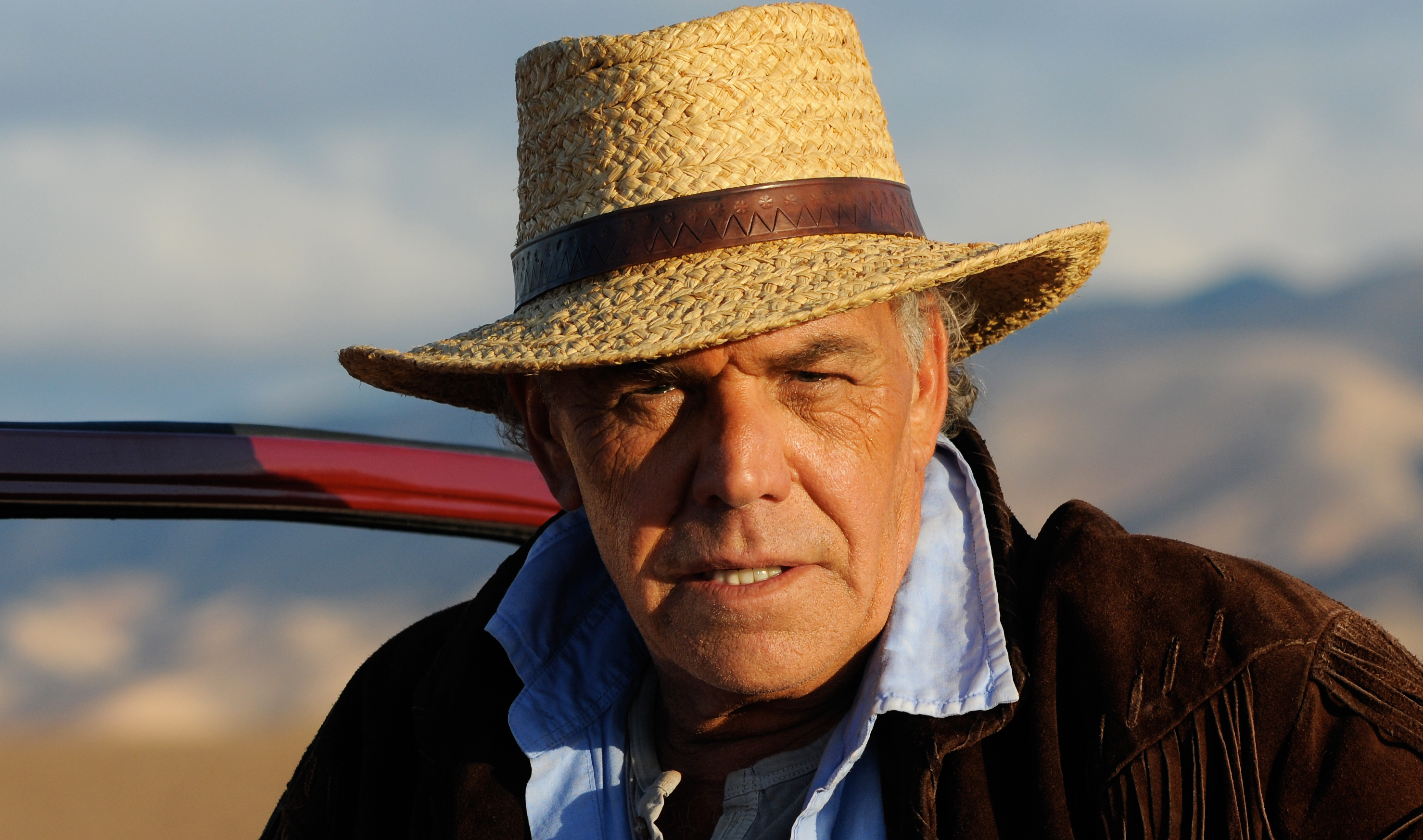
Christian Kohlund, 2013

Christian Kohlund (* 17. August 1950 in Basel) ist ein Schweizer Schauspieler. Er ist durch die Fernsehserien Die Schwarzwaldklinik, Die Insel, Das Traumhotel und Der Zürich-Krimi bekannt.

## Leben
Christian Kohlund stammt aus einer Künstlerfamilie. Er ist der Sohn des Schauspieler-Ehepaars Erwin Kohlund (1915–1992) und Margrit Winter (1917–2001); seine drei Jahre ältere Schwester Franziska Kohlund (1947–2014) arbeitete ebenfalls als Schauspielerin und Regisseurin.
Kohlund war in erster Ehe mit der österreichischen Schauspielerin Christine Buchegger (1942–2014) verheiratet, danach vier Jahre mit der Schauspielerin Sylvana Henriques. Seine dritte Ehe ging er 1982 mit der ehemaligen Schlagersängerin Elke Best ein, mit der er zwei Kinder hat. Er lebt mit ihr im Bayerischen Wald in der Nähe von Passau.

## Karriere

### Ausbildung und Theater
Bereits im Alter von acht Jahren übernahm Kohlund, an der Seite seines Vaters, in der Romanverfilmung Die Käserei in der Vehfreude seine erste kleine Nebenrolle als Schüler. Nach dem Abitur interessierte er sich zunächst nur für die technische Seite der Schauspielerei und versuchte sich nach Abschluss der Schulausbildung als Regie-, Kamera- und Produktionsassistent.
Er absolvierte von 1970 bis 1972 eine Ausbildung am Wiener Max-Reinhardt-Seminar und war anschliessend an vielen Theatern engagiert. Stationen seiner Karriere waren das Münchner Residenztheater, das Theater in der Josefstadt in Wien, die Freie Volksbühne in Berlin, das Schauspielhaus Zürich und das Ernst Deutsch Theater in Hamburg. Nebenher studierte er in der englischen Universitätsstadt Cambridge. Seit 2024 hält er an mehreren deutschen Theaterbühnen mit dem Bühnenprogramm Lebensblues mit Musik eine musikalische Lesung in Begleitung von Ina Paule Klink (Gesang) und Wayne Jackson (Gitarre).

### Film und Fernsehen
Kohlund war anfangs im Filmverleih tätig und arbeitete als Produzent, Regisseur und Kameramann. 1972 begann er mit dem Film Alias Monique in der Rolle des Zuhälters Max seine Laufbahn als Fernsehschauspieler. Sein Filmdebüt gab er 1973 in einer Nebenrolle als Erwin Gotz in Maximilian Schells Der Fußgänger. Harald Philipp besetzte ihn 1975 neben Sascha Hehn in seiner ersten Hauptrolle in dem Kriegsfilm Die Brücke von Zupanja. 1977 war er in einer weiteren Hauptrolle als junger Chirurg Dr. Kristian Keller in Wolfgang Liebeneiners Das chinesische Wunder an der Seite von Senta Berger und Heinz Rühmann zu sehen. 1983 spielte er nach einer wahren Begebenheit in der deutsch-deutschen Tragikomödie Einmal Ku’damm und zurück den Chefkoch Peter Gross der Schweizer Botschaft, der sich in eine DDR-Bürgerin verliebt und sie nach West-Berlin schmuggeln wollte.
In den folgenden Jahren war Kohlund in zahlreichen Film- und Fernsehproduktionen zu sehen, so unter anderem in Wettlauf nach Bombay (1981), Teneriffa – Tag der Rache (1997), Verwirrung des Herzens (1997), Julius Caesar (2002), zusammen mit Gudrun Landgrebe in der Beziehungskomödie Von ganzem Herzen (2009) oder an der Seite von Suzanne von Borsody in dem Ehedrama Der Liebhaber meiner Frau (2020).
Häufig spielte Kohlund in Familien- und Unterhaltungsserien. Populär wurde er dabei in seiner Rolle als Professor Vollmers in der ZDF-Serie Die Schwarzwaldklinik. 1987 spielte er in der sechsteiligen Mysteryserie Die Insel die Rolle eines Geschäftsmannes mit ominöser Erkrankung. Von 2003 bis 2014 übernahm er die Hauptrolle des Markus Winter, des Geschäftsführers der Siethoff-Hotelgruppe, in der Fernsehreihe Das Traumhotel. Seit 2016 spielt er die Hauptrolle des Anwalts Thomas Borchert in der ARD-Krimireihe Der Zürich-Krimi. Diese Rollen brachten ihm eine hohe Bekanntheit ein.
Kohlund wirkte immer wieder in Mehrteilern sowie in Gastrollen mehrerer Fernsehserien- und ‑reihen mit, etwa in bekannten deutschen Krimiserien wie Derrick, Ein Fall für zwei oder Ein starkes Team und war wiederholt in den Inga-Lindström- und Rosamunde-Pilcher-Verfilmungen zu sehen.

## Filmografie

### Filme
- 1958: Die Käserei in der Vehfreude
- 1972: Alias Monique
- 1973: Der Fußgänger
- 1975: Die Brücke von Zupanja
- 1977: Das chinesische Wunder
- 1977: Abelard – Die Entmannung
- 1977: Unordnung und frühes Leid
- 1981: Wettlauf nach Bombay (Vierteiler)
- 1985: Einmal Ku’damm und zurück
- 1989: Leo Sonnyboy
- 1989: Maria Vandamme (Zweiteiler)
- 1993: Die Bibel – Abraham (Abraham, Zweiteiler)
- 1994: Vater, lieber Vater
- 1994: Um jeden Preis
- 1995: Tödliches Geld – Das Gesetz der Belmonts
- 1997: Teneriffa – Tag der Rache
- 1998: Fröhliche Chaoten
- 1998: Zweite Geige
- 1999: Die Bibel – Jesus (Jesus, Zweiteiler)
- 2000: Das Geheimnis des Rosengartens
- 2000: Das Mädchen aus der Fremde
- 2001: Das Glück ist eine Insel
- 2001: Tod durch Entlassung
- 2002: Sag einfach ja
- 2002: Die Bibel – Apokalypse (San Giovanni - L'apocalisse)
- 2002: Julius Caesar (Zweiteiler)
- 2003: Katz und Hund
- 2003: Gelübde des Herzens
- 2004: Die Liebe hat das letzte Wort
- 2004: Mit deinen Augen
- 2005: Die Schwarzwaldklinik – Die nächste Generation (Zweiteiler)
- 2009: Von ganzem Herzen
- 2009: Island – Herzen im Eis
- 2010: Charlys Comeback
- 2012: Aus Liebe zu Dir
- 2013: Nicht ohne meinen Enkel
- 2013: Der Ruf der Pferde
- 2013: Klatscht! (Kurzfilm)
- 2017: Private Banking
- 2020: Der Liebhaber meiner Frau

### Fernsehserien und -reihen
- 1976: Tatort: Abendstern (Fernsehreihe)
- 1978–1998: Derrick (verschiedene Rollen, 7 Folgen)
- 1979–2001: Der Alte (verschiedene Rollen, 11 Folgen)
- 1984: Der Glücksritter – Die Abenteuer des Robert Curwich (2 Folgen)
- 1986: Das Traumschiff: Bali (Fernsehreihe)
- 1986–1989: Die Schwarzwaldklinik (35 Folgen)
- 1987: Die Insel (6 Folgen)
- 1989: Die Männer vom K3 (Folge: Der Mann im Dunkeln)
- 1990: Das Traumschiff: New Orleans (Fernsehreihe)
- 1991: Ein Heim für Tiere (Folge: Untreue)
- 1992: Bony und sein Kommissar (13 Folgen)
- 1992–1993: Der lange Weg des Lukas B. (6 Folgen)
- 1993: Ein Fall für zwei (Folge: Ein Ticket zum Himmel)
- 1993: Glückliche Reise – Namibia (Fernsehreihe)
- 1994–1997: Anna Maria – Eine Frau geht ihren Weg (33 Folgen)
- 1997: Das Traumschiff: Hawaii (Fernsehreihe)
- 1997: Verwirrung des Herzens (11 Folgen)
- 1999: Klinik unter Palmen (2 Folgen)
- 1999: Alarm für Cobra 11 – Die Autobahnpolizei (Doppelfolge: Der Tod eines Jungen/Ein einsamer Sieg)
- 1999: Rosamunde Pilcher – Das große Erbe (Fernsehreihe, Zweiteiler)
- 1999, 2000: Siska (verschiedene Rollen, 3 Folgen)
- 2002: Liebe, Lügen, Leidenschaften (6 Folgen)
- 2004–2014: Das Traumhotel (Fernsehreihe) → siehe Episodenliste
- 2004: Unter weißen Segeln – Kompass der Liebe (Fernsehreihe)
- 2005: Rosamunde Pilcher – Königin der Nacht (Fernsehreihe)
- 2010: Mord in bester Gesellschaft: Alles Böse zum Hochzeitstag (Fernsehreihe)
- 2011: Inga Lindström – Frederiks Schuld (Fernsehreihe)
- 2014: Kreuzfahrt ins Glück – Hochzeitsreise nach Barcelona (Fernsehreihe)
- 2015: Tatort: Erkläre Chimäre (Fernsehreihe)
- seit 2016: Der Zürich-Krimi (Fernsehreihe) → siehe Episodenliste
- 2017: Wilder (Folge: Knochen)
- 2018–2019: Der Bergdoktor (14 Folgen)
- 2021: Nord Nord Mord – Sievers und der schönste Tag (Fernsehreihe)
- 2024: Ein starkes Team: Tod einer Pflegerin  (Fernsehreihe)